# Goodsoil (Saskatchewan)
Goodsoil je vesnice v kanadské provincii Saskatchewanu. Goodsoilské Historické museum (z let 1932-45) je dnes Majetkem municipálního dědictví na kanadském registru historických míst.Na sever od vesnice se také rozkládá provinční park Meadow Lake Provincial Park o rozloze 1600 km². Součástí obce je centrální vstup do parku. Nejbližším městem je Meadow Lake na východ od ní.

## Demografie
Podle kanadského sčítání obyvatel z roku 2006 mělo Goodsoil 253 obyvatel (to je 10,9% pokles z 284 osob v roce 2001, předtím vzrostl od roku 1996 do roku 2001 o 2,2%). Ti obývali 126 domácností (počet klesl ze 128 domácností v roce 2001). Střední věk obyvatelstva činil vysokých 54,3 roku (u mužů 53,2 a u žen 55,2). V roce 2001 byl střední věk nižší - 46,3 roku (u mužů rovných 46 let a u žen 46,5 roku)